# Jodie Marsh

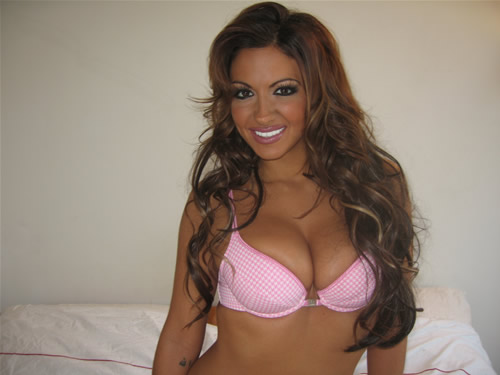
Jodie Marsh, 2006.

Jodie Marsh, född 23 december 1978 i Brentwood i Essex, är en engelsk glamourmodell, TV-personlighet och dokusåpadeltagare.

## Karriär
Jodie Marsh inledde sin publika karriär i dokusåpan Essexs wives, som följde kvinnor som bodde i Essex. Det stora genomslaget kom när hon hade två bälten korslagda över brösten istället för någon annan top eller behå. Det blev något av hennes signum i början av karriären och hon varierade idén med bälten som överdel vid fler tillfällen. Under 2006 var Jodie Marsh en av deltagarna i Celebrity Big Brother i England. Hon var den första att bli utröstad, då hon gjorde sig ovän med alla de andra deltagarna redan efter första kvällen. Marsh har skrivit en självbiografi som heter Keeping It Real, vilken låg i topp-tio i engelsk bokhandel under en lång tid. Hon har även varit med i andra dokusåpor, såsom Its me or the dog, Celebrity scissorhands , Celebrity Big Brother.
Under 2007 gjorde Marsh en realityserie vid namn Totally Jodie Marsh där hon skulle hitta en man att gifta sig med. Hon gifte sig 1 september samma år med en av deltagarna, Matt Peacock, som tidigare haft ett förhållande med glamourmodellen Jordan. De tog ut skilsmässa innan årets slut.
År 2011 gjorde hon tävlingsdebut som bodybuilder, efter att deltagit i ett TV-program med titeln 6 pack in 4 weeks. Hon kom på femte plats i tävlingen Natural Physique Association Bodybuilding Championships i Sheffield, och 2012 vann hon INBF Bodybuilding Championships i Los Angeles. Hon har därefter profilerat sig inom fitness och bland annat lanserat produkter tillsammans med JST Nutrition.